# Embuscade de Titao
Insurrection djihadiste au Burkina Faso
Batailles
- Samorogouan
- Intangom
- Nassoumbou
- Ariel
- 1re Inata
- Loroni
- Gorom-Gorom
- Koutougou
- Arbinda
- Hallalé
- Markoye
- Dounkoun
- Boukouma
- 2e Inata
- Titao
- Opération Laabingol
- Namissiguima
- Madjoari
- Bourzanga
- Seytenga
- Gaskindé
- Tin-Ediar
- Tin-Akoff
- Aoréma
- Ougarou
- Namsiguia
- Noaka
- Koumbri
- 1re Djibo
- Tawori
- Mansila
- Nassougou
- Diapaga
- 2e Djibo

Massacres
- Yirgou
- Solhan
- Karma
- Komsilga, Nodin et Soroe
- Bibgou et Soualimou
- Barsalogho
- Solenzo

Attentats
- 1er Ouagadougou
- 2e Ouagadougou
- 3e Ouagadougou

L'embuscade de Titao a lieu le 23 décembre 2021, pendant l'insurrection djihadiste au Burkina Faso. L'attaque a fait officiellement plus de 41 morts.

## Contexte
Depuis la chute du gouvernement de Blaise Compaoré, le Burkina Faso est confronté à une insurrection djihadiste menée principalement par l'État islamique dans le Grand Sahara, et le groupe de soutien à l'islam et aux musulmans.
Dans la province du Loroum, frontalière du Mali, c'est Ansarul Islam, un groupe djihadiste lié à Al-Qaïda qui mène principalement l'insurrection. Cette province est stratégique, c'est aussi l'une des plus soumises aux combats entre forces gouvernementale et insurgés.
La capitale de la province est la ville de Titao, le groupe de soutien à l'islam et aux musulmans, très implanté dans la région à décréter un embargo pour soumettre la ville. C'est dans ce contexte qu'un convoi de Volontaires pour la défense de la patrie en route vers Titao, dirigée par le commandant Ladji Yoro a été attaqué.
Le 9 décembre 2021, au moins douze Volontaires pour la défense de la patrie avaient déjà été tués dans une embuscade sur le même tronçon Ouahigouya-Titao. Régulièrement, les forces armées Burkinabè perdent des hommes dans cette province, considérée à juste titre avec la province d'Oudalan, comme l'une des plus dangereuses du pays.

## Déroulement
Le 23 décembre 2021, un convoi de marchandises, sous escorte  des Volontaires pour la défense de la patrie sous le commandement de Ladji Yoro, partent ravitailler la ville de Titao. La ville est soumise à un embargo depuis des mois par des djihadistes d'Ansarul Islam.
L'embuscade a eu lieu sur le tronçon Ouahigouya-Titao, dans la zone de You, près de la capitale provinciale Titao. Il existe peu d'informations sur la manière dont l'embuscade s'est produite du fait du peu de survivants. L'attaque, extrêmement violente a fait 41 morts, dont l'emblématique Ladji Yoro, l'un des plus hauts chefs des VDP .
L'attaque a eu lieu quelques semaines après l'attaque d'Inata qui a causé la mort d'au moins 53 gendarmes burkinabés. Le gouvernement a de nouveau décrété un deuil national de 48 heures à partir du dimanche 26 décembre 2021 .

## Réaction
Cette attaque a ému plusieurs personnes au Burkina Faso. A Ouagadougou, l'attaque a déclenché de violentes manifestations, dénonçant ainsi l'incapacité du gouvernement Burkinabè à faire face à la menace terroriste grandissante. Malgré l'interdiction de manifester, des centaines de personnes ont défilé dans les rues de la capitale.
Les policiers anti-émeutes (CRS) ont dispersé les manifestants à l'aide de gaz lacrymogène, puis des courses poursuites se sont engagées dans les rues du centre-ville de la capitale burkinabè.
Des barricades de fortune faites de planches en bois, de pierre et de pneus enflammés, ont été dressées en plusieurs endroits. Une dizaine de personnes ont été interpellées selon des sources sécuritaires.
"Le pouvoir est aux abois", affirme un manifestant, "Il (le gouvernement) refuse de comprendre la douleur des populations qui font face chaque jour à des attaques qui endeuillent les familles. Au lieu d'encadrer cette marche et d'entendre notre cri de cœur, voilà que ce sont des gaz qu'on nous jette", ajoute-t-il.